# Hymenocallis cleo
Hymenocallis cleo là một loài thực vật có hoa trong họ Amaryllidaceae. Loài này được Ravenna mô tả khoa học đầu tiên năm 1979.